# Vojtěch Bradáč
Vojtěch Bradáč (Žižkov, 6 d'octubre de 1913 - 30 de març de 1947) fou un futbolista txec de la dècada de 1930.
Fou 9cops internacional amb la selecció de Txecoslovàquia, amb la qual participà en el Mundial de 1938. Pel que fa a clubs, defensà els colors de l'SK Slavia Praha.